# The Mask 2
The Mask 2 (Son of the Mask) è un film del 2005 diretto da Lawrence Guterman.
Di produzione statunitense e tedesca, si tratta di un sequel stand-alone di The Mask del 1994 basato sull'omonimo fumetto della Dark Horse Comics. Il lungometraggio non gode però dello stesso successo di pubblico e di critica dell'originale.

## Trama
Nel museo di Edge City, il dottor Arthur Neuman illustra a una scolaresca in visita la storia di Loki e del suo artefatto più pericoloso: la "Maschera", un oggetto infuso del suo potere che fu una delle cause dell'esilio del dio da Ásgarðr. Durante la sua spiegazione, un uomo in nero tra i presenti si rivela essere Loki, il malvagio Dio delle Malefatte in persona (figlio adottivo del dio nordico Odino, Padre degli Dei, e fratellastro di Thor, il Dio del Tuono), venuto per recuperare il suo artefatto. Quando scopre che la maschera presente nel museo è in realtà una riproduzione, la lancia in faccia all'impassibile dottore con rabbia, per poi staccargli la faccia e metterla nella teca dove stava la falsa maschera, prima di andarsene avvolto in un tornado.
La vera maschera è stata trasportata dal mare di Edge City in un torrente verso Fringe City, dove viene trovata da Otis, il cane di Tim Avery, un aspirante cartoonista che vive in una piccola abitazione con la moglie Tonya. La vita di Tim è modesta, ma perfetta, e il suo unico terrore è che possa essere scossa dall'arrivo di un figlio, un cambiamento per cui lui non si sente ancora pronto. Ciò che veramente scombussola la sua vita, però, è proprio l'arrivo della maschera, che non passa inosservato all'occhio di Odino, che ammonisce subito il figlio Loki e lo incita a recuperare l'artefatto prima che possa causare altri danni. Nel frattempo, Tim indossa la maschera come costume di Halloween per una festa agli uffici dove lavora, si trasforma in un bizzarro tipo dalla faccia verde e dai denti cavallini: Mask. Arrivato, cambia l'atmosfera del party in modo simile al suo predecessore nel primo film, fa letteralmente cadere tra le braccia del suo timido amico Jorge la ragazza per cui quest'ultimo ha una cotta, e diventa l'idolo della festa cantando un lungo remix in vari stili di Can't Take My Eyes Off You. Torna a casa e si fionda a letto tra le braccia di Tonya, e nel giro di qualche tempo la donna scopre di essere incinta.
Il fatto che il bambino sia stato concepito mentre Tim portava la maschera indica che il piccolo possiede i suoi pieni poteri, e le conseguenze di ciò si mostrano già durante la gravidanza ma, convenientemente, solo quando nessun altro a parte Tim sta guardando. Dopo la sua nascita il piccolo, chiamato Alvey, cresce e dimostra di avere gli stessi poteri di Loki. Il dio, nel frattempo, fatica a trovare indizi su dove possa trovarsi la maschera, finché Odino non gli suggerisce di trovare il bambino nato da essa. Diverso tempo dopo Tonya parte per un viaggio d'affari, lasciando Tim da solo con Alvey. Tim, che è stato promosso al lavoro per il personaggio della Maschera, cerca di lavorare al suo cartone, ma si ritrova anche a dovere badare a un figlio che sembra quasi intenzionato a farlo esasperare. In effetti è così: guardando in TV un cartone dei Looney Tunes con protagonista Michigan J. Frog e di Picchiarello, il bambino decide di giocare con la pazienza del padre per condurlo alla pazzia. Le cose peggiorano per Tim, quando scopre che Otis, che si sentiva trascurato per colpa del bambino, ha indossato la maschera e sta cercando di liberarsene.
Loki riesce a scoprire dove si trovano Alvey e la maschera e cerca in ogni modo di riprendersi l'artefatto, finendo ogni volta sonoramente malmenato da Alvey. Dopo aver trasformato la testa della scontrosa e ficcanaso vicina di Tim in un naso gigante, il dio riesce a rapire il bambino e offre a Tim di riportarglielo in cambio della maschera. Quando Tim consegna la maschera a Loki, tuttavia, egli rivela di essersi affezionato al bambino e di non volerglielo più ridare. Mentre Loki sta per andarsene, Otis riappare e si lancia contro il dio, mordendolo nelle parti basse e costringendolo a lasciare la maschera, che cade proprio in faccia a Tim. Inizia così uno scontro ad armi pari, durante il quale Tim e Loki si affrontano per decidere chi dovrà tenersi Alvey. Tim riesce a vincere proprio senza la maschera, dimostrando l'affetto sincero che prova per il figlio e trovandosi ricambiato. All'improvviso appare Odino, spazientito per il cattivo operato di Loki, e intenzionato a bandirlo per sempre. Tim però si confronta con il dio nordico, ricordandogli che in fondo Loki è suo figlio, e non c'è niente di più importante del rapporto con i propri figli. Odino recupera quindi la maschera e accoglie nuovamente Loki ad Asgard.
Nell'epilogo si scopre che Tim ha fatto successo con un cartone basato sulla sua esperienza, con protagonisti un bambino e un cane che lottano per l'attenzione del padre/padrone. Prima dei titoli di coda, inoltre, Tonya rivela di essere nuovamente incinta.

## Accoglienza

### Critica
Il film fu votato negativamente dalla critica, fu infatti candidato ai Top Razzie Awards 2005 nelle categorie peggior film, Peggior attore protagonista per Jamie Kennedy, Peggior attore non protagonista per Alan Cumming e Bob Hoskins, Peggior regista per Lawrence Guterman, Peggior coppia per Jamie Kennedy e chiunque abbia recitato con lui, Peggior sceneggiatura per Lance Khazei e vincendo quello per Peggior remake o sequel di The Mask del 1994 diretto da Chuck Russell.